# Чайний гриб

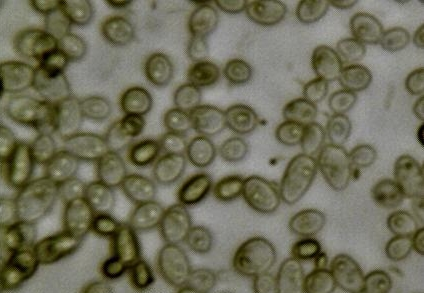
Дріжджі і оцтовокислі бактерії при 400Х

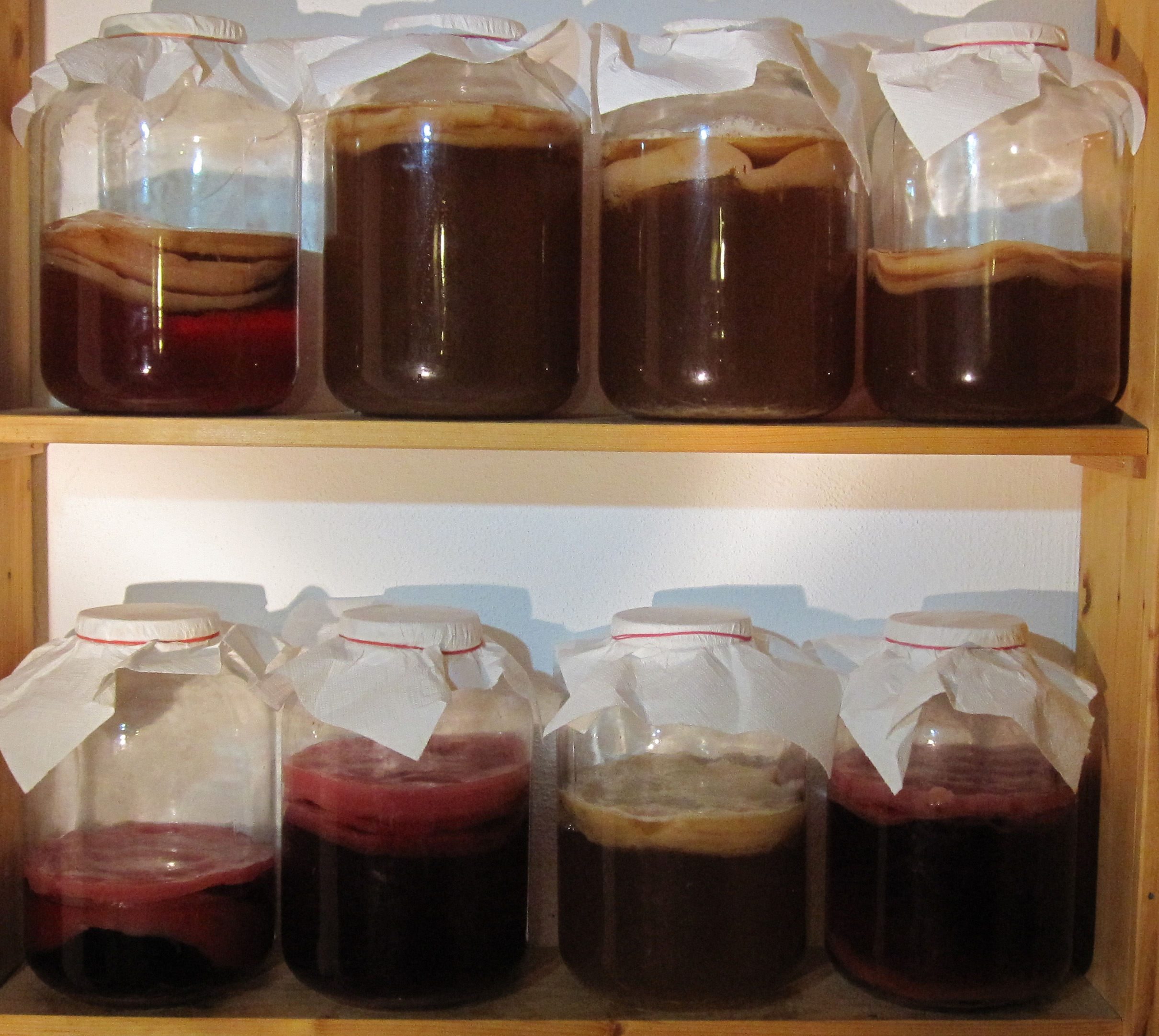
Банки з чайним грибом

Ча́йний гриб, тибетський гриб, японський гриб, медузоміцет — зооглея, результат симбіозу оцтовокислих бактерій роду Acetobacter і дріжджів, які входять до складу культури Medusomyces gisevii V. Свою своєрідну назву (назвали «грибом») симбіоз отримав завдяки типу зооглеї у формі товстої слизової плівки, утвореної целюлозоутворюючими оцтовокислими бактеріями, що нагадує шапку гриба. Використовують «чайний гриб» для отримання ферментованих напоїв (наприклад, комбуча), для лікування, у косметології.

## Склад і вирощування
Штами мікроорганізмів, що складають плодове тіло гриба, можуть варіювати залежно від місця походження. Гриб є товстою шаруватою слизуватою плівкою, що плаває на поверхні рідкої живильної основи: підсолодженого чаю, соку. Складається гриб із культури двох груп мікроорганізмів, що перебувають у симбіотичних відносинах: дріжджового гриба (одного або кількох з наступних видів: Brettanomyces bruxellensis, Candida stellata, Schizosaccharomycodes ludwigii, Schizosaccharomyces pombe, Torulaspora delbrueckii, Zygosaccharomyces bailii) і бактерій (Gluconacetobacter xylinus або інших представників родів Acetobacter, Gluconacetobacter). Дріжджі зброджують цукор з утворенням спирту і вуглекислоти, а бактерії окислюють етиловий спирт до оцтової кислоти. Поживна рідина, є, зазвичай, 4—6%-й розчином цукру в слабкому настої чаю, у процесі життєдіяльності мікроорганізмів культури набуває кисло-солодкого смаку і перетворюється на злегка газований напій, що має назву «чайний квас» або «комбуча».
Чайний гриб має складну хімічну структуру, має антибіотичні властивості і продукує глюкоронову, молочну, оцтову, яблучну, коєву та ортофосфорну кислоти, екзоферменти, пігменти, ліпіди, моносахариди, дисахариди, вітаміни групи В, вітамін C і PP.

## Історія. Дослідження ефектів на здоров'я від вживання напою

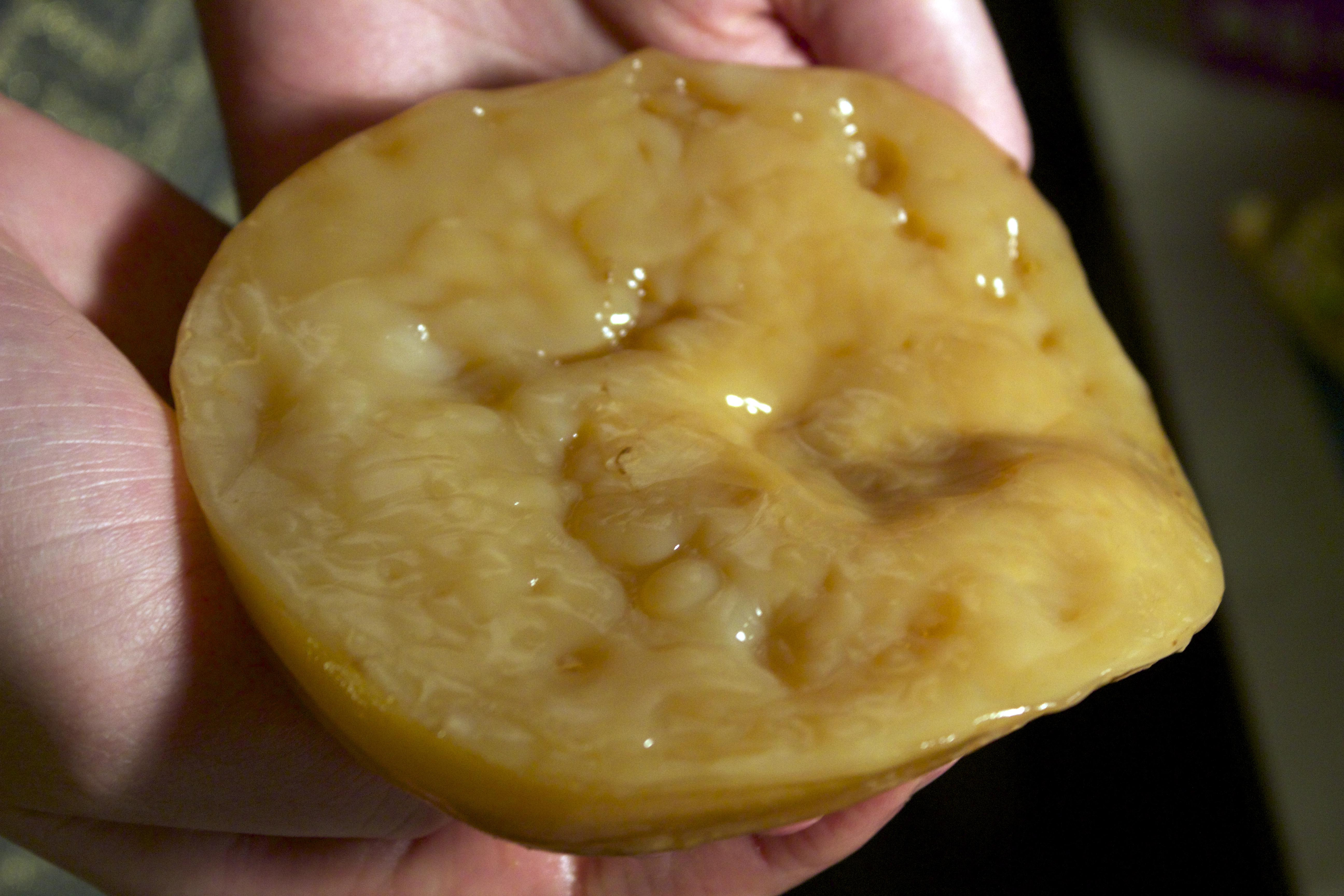
Чайний гриб поза розчином

Відомі китайські письмові джерела згадують «чайний гриб» з часу династії Хань (близько 250 років до н. е.). Китайці називали його «еліксиром здоров'я і безсмертя», вважали, що він балансує енергію Чі і допомагає травленню. У 414 р. один з китайських медиків був викликаний до Японії, щоб зцілити там грибом імператора Інкіо. Цей рік можна вважати датою появи «гриба» Че (або Лінг-Че) в Японії і початком його переможної ходи країнами Азії, а потім і Європи. Назва «комбуча» (昆布茶) не походить з японської мови, де вона означає тип супу, а не «чайний гриб», який називається «коча-кіноко» (紅茶キノコ), дослівно — «чорний чайний гриб». Назва походить з монгольської культури, де оригінально звучить як «Ко-м-бу-ча-ча», буквально «водорості чай» або «ламінарний чай».
Шляхи потрапляння гриба до України невідомі, за деякими версіями він потрапив через Забайкалля з Китаю, проте подібні симбіотичні колонії часто виникають мимовільно, тому можливо, що штами гриба, поширені в Україні, почали вирощуватися незалежно від азійських. З середини 20 століття «чайний квас» став відносно поширеним напоєм.
Нову хвилю інтересу до цієї культури на початку 1930-х викликала публікація статті Д. Щербачева «Чайний або японський гриб і його проблема». У статті говорилося про те, що систематичне застосування настою чайного гриба гальмує атеросклероз і знижує тиск. Завдяки цій статті почали проводитися подальші дослідження лікувальних властивостей чайного гриба і було відкрито, що настій має лікувальні властивості при цілому ряді захворювань.
Лікувальну дію настою при шлунково-кишкових захворюваннях, у тому числі шигельозу, і при диспепсії дітей відкрив Е. Болдирєв в 1938 році. У 1942 році Е. А. Плевако, А. А. Парфина й О. П. Орлова розробили метод промислового одержання з настою чайного гриба глюкуронової кислоти, що може служити у промисловості замінником цілого ряду дефіцитних органічних кислот. В 1930-40-і роках було опубліковано досить багато робіт, у яких досліджувалися властивості чайного гриба і його настою, однак чіткої системи в цих працях не проглядалося. Систематичні клінічні випробування гриба були початі в 1947 році й через два роки дали результати: Е. К. Наумова в 1949 році повідомила про одержання медузину — нової антибіотичної речовини. Ця речовина виявилася ефективно при атеросклерозі й склеротичному виразі гіпертонічної хвороби.
Терапевтична дія медузину при тяжких формах стоматитів у дітей було вивчено в 1955 році дослідниками 2-го Московського медичного інституту. Був відзначений позитивний ефект, що з'явився на 3-5-й день лікування в 20 дітей.
Найбільше повно властивості чайного гриба були вивчені в 1942—1955 роках К. М. Дубровським у Казахському інституті епідеміології й мікробіології. В основному досліджувалася дія настою гриба на перебіг гострих і хронічних захворювань. Дубровський одержав із плівки чайного гриба антимікробну й терапевтичну речовину за назвою ММ. Антибактеріальна активність цього препарату відмінно показала себе відносно тридобової культури золотавого стафілокока, збудників черевного тифу, паратифу А і В, шигелю, пневмококів і дифтерійної палички.
Закордонні вчені також протягом багатьох років вивчали морфологічні особливості й властивості чайного гриба.
Професор Вільгельм Геннеберґ (Wilhelm Henneberg) у 1926 році повідомив, що «цей напій який у Росії називають „чайним квасом“, використовують як засіб проти всіляких хвороб, особливо проти запорів».
Доктор Мадаус (Madaus) у роботі «Мистецтво біологічного лікування» (1927 рік) висловив думку, що чайний гриб добре впливає на відновлення стінок клітин і є прекрасним засобом проти склерозу кровоносних судин.
Г. Вальдек (H. Waldeck) (1927 рік) написав про те, що під час Першої світової війни в 1915 році в Польщі він квартирував з хіміком, що готовив для нього чудесний напій проти найсильніших запорів. Цей хімік повідав Вальдеку, що завжди зберігає «цей секретний російський засіб» під рукою, бо говорять, що він «допомагає від всіх видів слабості» і що «завдяки природній формулі його кислоти він успішно вирішує вікові проблеми, вносячи в такий спосіб свій внесок у продовження життя».
Доктор Максим Бінґ (Maxim Bing) (1928 рік) рекомендував чайний гриб як дуже ефективний засіб проти атеросклерозу, подагри й кишкової дисфункції. Добрий ефект він має для зниження кров'яного тиску, при занепокоєнні, дратівливості, головному болі, запамороченні. Особливо гарні результати він дає при каменях у нирках та патології капілярів головного мозку.
Доктор Е. Аронер (Е. Arauner) (1929 рік) прийшов до наступного висновку: «…Можна сказати, що чайний гриб і його екстракти довели свою чудову профілактичну здатність проти діабету, а особливо проти вікових проблем, таких як атеросклероз, високий кров'яний тиск із такими його наслідками, як запаморочення, подагра, геморой; і нарешті, це доволі прийнятне проносне». Аронер додавав, що не тільки професори, доктори й біологи підтвердили дивний лікувальний ефект, але також і ті, хто вживав чайний гриб, повідомляли про його чудодійний вплив на загальний стан організму.
Директор Брауншвейзької Академії хіміків Ганс Іріон (Hans Irion) у своєму «Курсі для спеціальних шкіл аптекарів» (1944) писав: «Прийом цього напою, що називають чайним квасом, будить помітну бадьорість у всій системі залоз (ендокринна система) організму та сприяє метаболізму (покращує обмін речовин). Чайний квас рекомендується як прекрасний профілактичний засіб проти подагри, ревматизму, фурункульозу, атеросклерозу, високого кров'яного тиску, нервозності й вікових проблем. Особливо рекомендується спортсменам і людям напруженої розумової праці. Завдяки покращенню метаболізму, запобігає відкладенню зайвих жирових запасів організму та сприяє схудненню. Із цим напоєм в організм надходять мікроорганізми, які перетворюють шкідливі нагромадження, такі як сечова кислота, холестерол та ін., у легкорозчинні форми, і у такий спосіб їх виводять. Шкідливі кишкові бактерії пригнічуються».
У 1961 році доктор медицини Валентин Коглер (Valentin Kohler) у журналі «Медична практика» своєю статтею під заголовком «Глюкуронова кислота дає надію раковим хворим» підняв дискусію про терапевтичне використання глюкуронової кислоти. Глюкуронова кислота є одним із продуктів, які з'являються в процесі шумування в чайному грибі. Доктор Коглер у той час повідомляв про обнадійливі результати в лікуванні онкологічно хворих глюкуроновою кислотою. Максимально тривалий ефект глюкуронової кислоти здатний значно підсилювати захисні сили організму.
Фахівець із лікування природними засобами А. Лодевійк (A. Lodewijkx) з Нідерландів у своїй книзі «Життя без раку» писав: «Чайний гриб має сильні антисептичні властивості. Цей чай очищає систему залоз і допомагає знищенню токсинів в організмі. Таким чином, цей чай є прекрасним засобом від подагри, ревматизму, артриту, каменів у нирках, дисбактеріозу кишки, а особливо від раку на його ранніх стадій, тому що згубно впливає на хвороботворні ендобіонти. Як відомо, саме ці ендобіонти знищують червоні кров'яні тільця, коли рН змінюється у гіршу сторону. При всіх метаболічних і ракових захворюваннях чайний гриб є унікальним напоєм, що знезаражує організм, виводить шлаки й тим самим нормалізує рН крові».
Німецький лікар Рудольф Скленер навіть одержав патент на лікування хвороб обміну речовин за допомогою чайного гриба. Йому вдалося домогтися успішних результатів застосування чайного гриба при реабілітації онкологічних хворих. У 1964 році Скленер у результаті багаторічних практичних досліджень уперше увів чайний гриб у медичний вжиток.
В оприлюдненому у 2014 році огляді західної наукової літератури [Архівовано 14 квітня 2019 у Wayback Machine.] робиться висновок, що на сьогодні не існує достовірних досліджень дії комбучи на людський організм. Приписувані напою властивості пройшли перевірку виключно на тваринах. Цього недостатньо для висновку про цілющій вплив на людський організм. Само собою, все це ніяк не заважає людям вірити у велику силу чайного гриба та пити його не тільки задля задоволення, але й щоб лікуватися.